# Fijianska köket

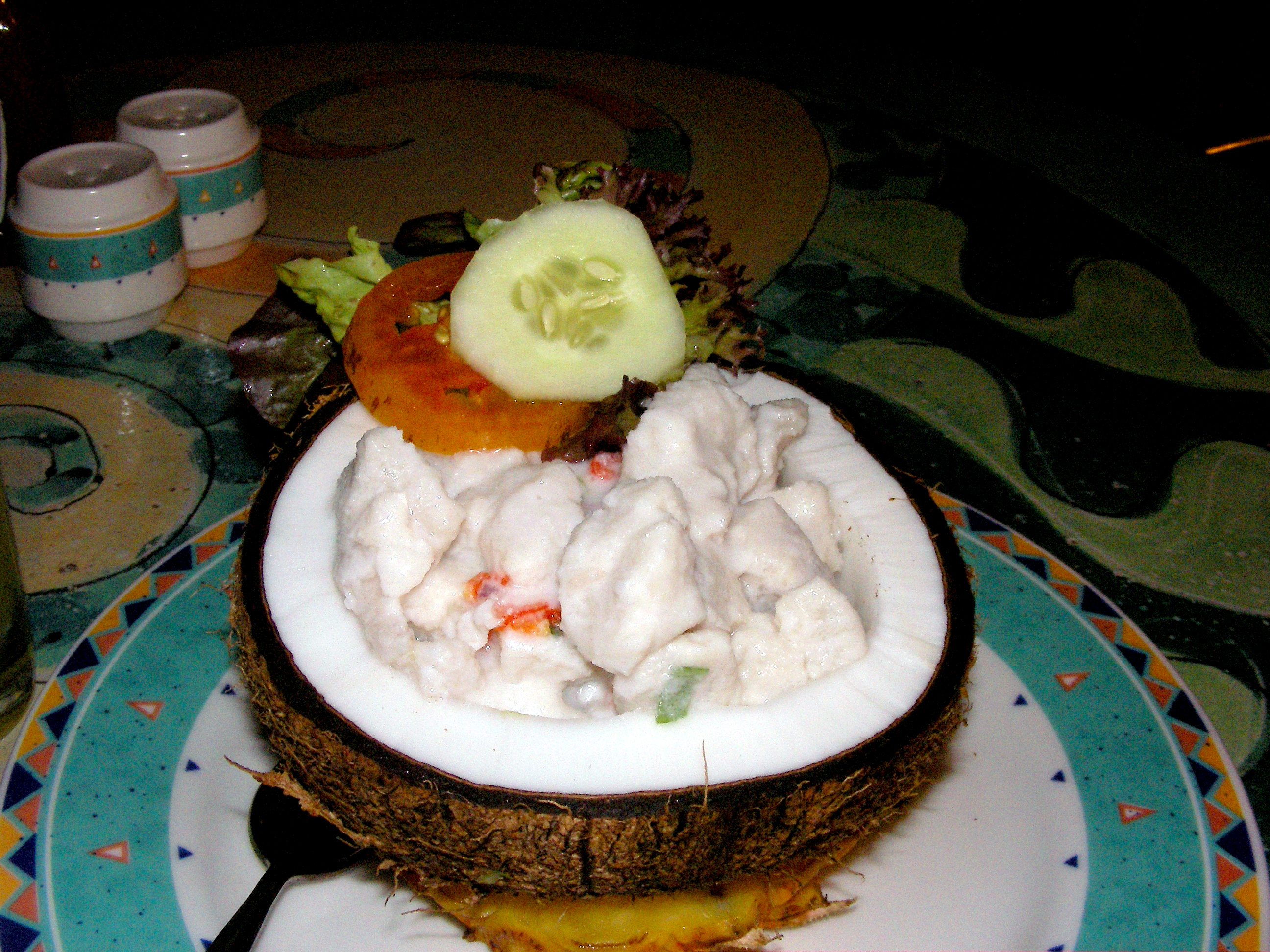
Kokoda, en traditionell fijiansk maträtt

Fijianska köket är i huvudsak en blandning av influenser från Söderhavet och Indien. Innan landet koloniserades bestod maten av rotfrukter, grönsaker och frukter såväl som olika landdjur såsom vildsvin och olika fåglar. Stammarna vid kusten åt därutöver en stor mängd lokala skaldjur och fiskar. Dessa tillagades med lokala örter och kryddor på vedeldade stenugnar. Köket låg ofta i husets mitt så att röken skulle stöta bort insekter och stärka halmtaket. En annan populär matlagningsmetod som fortfarande används är jordugnen, där en eld i ett hål i marken utgör ugnen med hjälp av värmeresistenta stenar. Det liknar hangin på Nya Zeeland. När stenarna är varma omslås maten i bananblad och placeras i hålet, täcks med jord och tillagas varefter maten tas upp och äts.
Maten förtärs på mattor på golvet, huvudsakligen med händerna.
En numera försvunnen tradition var ceremoniell kannibalism, även om det inte utövades för matens skull utan för att förödmjuka sin fiende genom att äta upp honom.
Det moderna fijianska köket skiljer sig mycket från det traditionella med stora indiska influenser och kryddor. Ibland appliceras dessa på traditionella maträtter. Utländska kök utgör en stor del av fijianernas kost. Viktiga varor är sockerrör, maniok, fisk, skaldjur, fläskkött, biffar, krabbor, kyckling, jams, ris och kokosmjölk även om vegetarisk mat också är uppskattad. Vanliga kryddor är salt, citronsaft eller chili. Maten serveras ofta med dahl som är en slags soppa och roti som är en sorts tortilla. Ris är också ett vanligt komplement. Kokoda är en mycket vanlig traditionell rätt.
Ost, mjöl och ägg produceras lokalt, samt en hel del frukter såsom ananas, guava, mango, apelsin, lime, papaya, avokado och banan.

## Drycker
De lokala ölsorterna Carlton och Fiji bitter är uppskattade på Fiji. Man producerar även vin, till exempel Meridan moselle och Suvanna moselle. Gin, rom, vodka och whisky samt den lokala drycken yaqona produceras också.